# Supercopa Italiana de Voleibol Masculino de 2002
A Supercopa Italiana de Voleibol Masculino de 2002 foi a 7ª edição desta competição organizada pela Lega Pallavolo Serie A, consórcio de clubes filiado à Federação Italiana de Voleibol (FIPAV) que ocorreu em 19 de outubro.
O Piemonte Volley conquistou seu terceiro título da competição ao derrotar o Modena Volley por 3 sets a 0.

## Regulamento
O torneio foi disputado em partida única.

## Equipes participantes
| Equipe          | Qualificação                              |
| --------------- | ----------------------------------------- |
| Piemonte Volley | Campeão da Copa Itália de 2001–02         |
| Modena Volley   | Campeão do Campeonato Italiano de 2001–02 |

## Resultado
| Data   | Hora  |               | Placar |                 | Set 1 | Set 2 | Set 3 | Set 4 | Set 5 | Total | Relatório |
| ------ | ----- | ------------- | ------ | --------------- | ----- | ----- | ----- | ----- | ----- | ----- | --------- |
| 19 out | 17:15 | Modena Volley | 0–3    | Piemonte Volley | 18–25 | 20–25 | 15–25 |       |       | 53–75 | Relatório |

## Premiação
| Supercopa Italiana de 2002           |
| Piemonte                             |
| ------------------------------------ |
| Piemonte Volley Campeão (3.º título) |